# SN 1987C
SN 1987C – supernowa typu II odkryta 1 marca 1987 roku w galaktyce M+09-14-47. W momencie odkrycia miała maksymalną jasność 17,30m.